# Buffalo Springfield (album)
Albums de Buffalo Springfield
/ Buffalo Springfield Again
(1967)
Buffalo Springfield est le premier album studio du groupe folk rock éponyme paru en décembre 1966.

## Historique
Stephen Stills et Richie Furay du groupe Au Go go Singers retrouvent par hasard Neil Young et Bruce Palmer à Los Angeles. Avec le batteur Dewey Martin ils forment le Buffalo Springfield.
Les compositions sont de Stephen Stills (7 titres) et Neil Young (5 titres).
À sa sortie le disque fait sensation. La chanson écrite par Stills For What It's Worth connaît un grand succès (7e vente de single) et lance le groupe. La chanson Baby Don't Scold Me a été supprimée de la réédition de l'album stéréo et ne figure que sur l'original en mono, version mono bien meilleure d'après Neil Young et Stephen Stills que la stéréo. Elle a été remplacée par For What It's Worth à la suite du succès du single. Son message pacifique a été utilisé dans de nombreux films et séries dont l'action se passe notamment dans les années 1960 ou 1970 ou s'y réfère.
Stills s'affirme comme le leader de la formation, Neil Young n'étant encore que le guitariste soliste et le chanteur sur deux titres (Burned et Out of My Mind). Sa voie nasillarde n'est pas assez pop aux yeux des producteurs.

## Titres
| No  | Titre                                  | Auteur         | Interprètes                               | Durée |
| --- | -------------------------------------- | -------------- | ----------------------------------------- | ----- |
| 1.  | For What It's Worth                    | Stephen Stills | Steve avec Richie & Dewey                 | 2:37  |
| 2.  | Go and Say Goodbye                     | Stephen Stills | Richie & Steve                            | 2:19  |
| 3.  | Sit Down I Think I Love You            | Stephen Stills | Richie & Steve                            | 2:30  |
| 4.  | Nowadays Clancy Can't Even Sing        | Neil Young     | Richie avec Steve & Neil                  | 3:26  |
| 5.  | Hot Dusty Roads                        | Stephen Stills | Steve avec Richie                         | 2:47  |
| 6.  | Everybody's Wrong                      | Stephen Stills | Richie & Steve avec Neil                  | 2:22  |
| 7.  | Flying on the Ground Is Wrong          | Neil Young     | Richie avec Steve & Neil                  | 2:38  |
| 8.  | Burned                                 | Neil Young     | Neil avec Richie & Steve (Neil sur piano) | 2:14  |
| 9.  | Do I Have to Come Right Out and Say It | Neil Young     | Richie avec Steve & Neil (Neil sur piano) | 3:00  |
| 10. | Leave                                  | Stephen Stills | Steve avec Richie                         | 2:42  |
| 11. | Out of My Mind                         | Neil Young     | Neil avec Richie & Steve                  | 3:05  |
| 12. | Pay the Price                          | Stephen Stills | Steve avec Richie                         | 2:35  |

## Musiciens
- Neil Young - guitare, harmonica, piano, chant
- Stephen Stills - guitare solo, orgue, piano, chant
- Richie Furay - guitare rythmique, chant
- Bruce Palmer - basse, chant
- Dewey Martin - batterie, chœurs